# Spoutnik (oblast de Mourmansk)
Pour les articles homonymes, voir Spoutnik (homonymie).
Spoutnik (en russe : Спу́тник) est un possiolok du raïon de Petchenga de l'oblast de Mourmansk, en Russie arctique. Sa population s'élevait à 1 597 habitants au recensement de 2021.

## Géographie
Le village de Spoutnik se situe dans l'oblast de Mourmansk, un oblast de la Laponie, en Russie arctique, et il fait partie du district fédéral du Nord-Ouest. Le village fait partie du raïon de Petchenga, le raïon de l'oblast, avec Petchenga comme centre administratif.  
Spoutnik, comme tout l'oblast de Mourmansk, est située dans le fuseau horaire MSK (heure de Moscou). Le décalage horaire appliqué par rapport au temps universel coordonné est +03:00.

## Démographie
Recensements (*) et estimations de la population,:
| 2002 * | 2010* | 2021* | - |
| ------ | ----- | ----- | - |
| 2 246  | 2 061 | 1 597 | - |

Concernant les ethnies, en 2002, sur les 2 246 habitants, il y avait 82 % de Russes.